# Microphthalma europaea
Microphthalma europaea är en tvåvingeart som beskrevs av Egger 1860. Microphthalma europaea ingår i släktet Microphthalma och familjen parasitflugor. Inga underarter finns listade i Catalogue of Life.